# Fearless
"Fearless" drugi je studijski album američke country pop pjevačice Taylor Swift. Album je objavljen 11. studenog 2008. godine pod diskografskom kućom Big Machine Records. Prvi međunarodni singl "Love Story" objavljen je sredinom rujna 2008. godine, a postao je veliki hit diljem svijeta. Album je debitirao na prvom mjestu ljestvica Billboard 200 i Top Country Albums s prodanih 592.000 primjeraka u prvom tjednu. Ponovno snimljeno izdanje albuma, Fearless (Taylor's Version), objavljeno je 9. travnja 2021. godine.

## Uspjeh albuma
U SAD-u je album prodan u 592.000 primjeraka u prvom tjednu, što je najveća prodaja nakon albuma Long Road out of Eden sastava Eaglesa. Od tih 592.000 primjeraka, 129.000 je prodano u dgitalnom obliku. U srpnju 2009. prozvan je najprodavanijim albumom godine u SAD-u. Od RIAA-e je dobio šesterostruku platinastu prodaju, a prodan je u više od 6 milijuna primjeraka.

## Singlovi
- Love Story je pjesma koja je objavljena kao prvi i najavni za singl. Singl je objavljen 12. rujna 2008. godine. Singl je postao veliki hit diljem svijeta dospjevši do broja 1 na australskoj ljestvici singlova.
- White Horse je drugi singl s albuma. Pjesma je debitirala na 13. poziciji ljestvice Billboard Hot 100, također se plasirala na 60. poziciji u Ujedinjenom Kraljevstvu, ali nije objavljena kao službeni singl.
- You Belong with Me je treći američki singl objavljen u travnju 2009. godine. Pjesma je također treći službeni sigl u Ujedinjenom Kraljevstvu. Pjesma se plasirala na drugoj poziciji američke ljestvice singlova i time dijeli titulu s pjesmom "Today Was a Fairytale".
- Fifteen je četvrti američki singl. Singl je objavljen 30. kolovoza 2009. godine.
- Fearless je naslovna pjesma albuma, ujedno i peti singl. Objavljena je 3. siječnja 2010. godine.

## Popis pjesama
| Standard izdanje | Standard izdanje                 | Standard izdanje                        | Standard izdanje | Standard izdanje | Standard izdanje | Standard izdanje | Standard izdanje | Standard izdanje | Standard izdanje |
| Br.              | Skladba                          | Tekstopisac                             | Trajanje         |                  |                  |                  |                  |                  |                  |
| ---------------- | -------------------------------- | --------------------------------------- | ---------------- | ---------------- | ---------------- | ---------------- | ---------------- | ---------------- | ---------------- |
| 1.               | »Fearless«                       | Taylor Swift, Liz Rose, Hillary Lindsey | 4:01             |                  |                  |                  |                  |                  |                  |
| 2.               | »Fifteen«                        | Swift                                   | 4:54             |                  |                  |                  |                  |                  |                  |
| 3.               | »Love Story«                     | Swfit                                   | 3:56             |                  |                  |                  |                  |                  |                  |
| 4.               | »Hey Stephen«                    | Swift                                   | 4:14             |                  |                  |                  |                  |                  |                  |
| 5.               | »White Horse«                    | Swift, Rose                             | 3:55             |                  |                  |                  |                  |                  |                  |
| 6.               | »You Belong with Me«             | Swift, Rose                             | 3:52             |                  |                  |                  |                  |                  |                  |
| 7.               | »Breathe« (feat. Colbie Caillat) | Swift, Colbie Caillat                   | 4:23             |                  |                  |                  |                  |                  |                  |
| 8.               | »Tell Me Why«                    | Swift, Rose                             | 3:20             |                  |                  |                  |                  |                  |                  |
| 9.               | »You're Not Sorry«               | Swift                                   | 4:21             |                  |                  |                  |                  |                  |                  |
| 10.              | »The Way I Loved You«            | Swift, John Rich                        | 4:07             |                  |                  |                  |                  |                  |                  |
| 11.              | »Forever & Always«               | Swift                                   | 3:45             |                  |                  |                  |                  |                  |                  |
| 12.              | »The Best Day«                   | Swift                                   | 4:05             |                  |                  |                  |                  |                  |                  |
| 13.              | »Change«                         | Swift                                   | 4:40             |                  |                  |                  |                  |                  |                  |
| 53:41            |                                  |                                         |                  |                  |                  |                  |                  |                  |                  |

| Platinum izdanje | Platinum izdanje                   | Platinum izdanje                                        | Platinum izdanje | Platinum izdanje | Platinum izdanje | Platinum izdanje | Platinum izdanje | Platinum izdanje | Platinum izdanje |
| Br.              | Skladba                            | Tekstopisac                                             | Trajanje         |                  |                  |                  |                  |                  |                  |
| ---------------- | ---------------------------------- | ------------------------------------------------------- | ---------------- | ---------------- | ---------------- | ---------------- | ---------------- | ---------------- | ---------------- |
| 1.               | »Jump then Fall«                   | Swift                                                   | 3:56             |                  |                  |                  |                  |                  |                  |
| 2.               | »Untouchable«                      | Swift • Cary Barlowe • Nathan Barlowe • Tommy Lee James | 5:11             |                  |                  |                  |                  |                  |                  |
| 3.               | »Forever & Always (Piano version)« | Swift                                                   | 4:27             |                  |                  |                  |                  |                  |                  |
| 4.               | »Come in With the Rain«            | Swift • Liz Rose                                        | 3:58             |                  |                  |                  |                  |                  |                  |
| 5.               | »Superstar«                        | Swift • Rose                                            | 4:21             |                  |                  |                  |                  |                  |                  |
| 6.               | »The Other Side of the Door«       | Swift                                                   | 3:57             |                  |                  |                  |                  |                  |                  |
| 7.               | »Fearless«                         | Swift • Rose • Hillary Lindsey                          | 4:01             |                  |                  |                  |                  |                  |                  |
| 8.               | »Fifteen«                          | Swift                                                   | 4:54             |                  |                  |                  |                  |                  |                  |
| 9.               | »Love Story«                       | Swift                                                   | 3:55             |                  |                  |                  |                  |                  |                  |
| 10.              | »Hey Stephen«                      | Swift                                                   | 4:14             |                  |                  |                  |                  |                  |                  |
| 11.              | »White Horse«                      | Swift • Rose                                            | 3:54             |                  |                  |                  |                  |                  |                  |
| 12.              | »You Belong With Me«               | Swift • Rose                                            | 3:51             |                  |                  |                  |                  |                  |                  |
| 13.              | »Breathe«                          | Swift • Colbie Caillat                                  | 4:23             |                  |                  |                  |                  |                  |                  |
| 14.              | »Tell Me Why«                      | Swift • Rose                                            | 3:20             |                  |                  |                  |                  |                  |                  |
| 15.              | »You're Not Sorry«                 | Swift                                                   | 4:21             |                  |                  |                  |                  |                  |                  |
| 16.              | »The Way I Loved You«              | Swift • Rose                                            | 4:04             |                  |                  |                  |                  |                  |                  |
| 17.              | »Forever & Always«                 | Swift                                                   | 3:45             |                  |                  |                  |                  |                  |                  |
| 18.              | »The Best Day«                     | Swift                                                   | 4:05             |                  |                  |                  |                  |                  |                  |
| 19.              | »Change«                           | Swift                                                   | 4:40             |                  |                  |                  |                  |                  |                  |
| 79:19            |                                    |                                                         |                  |                  |                  |                  |                  |                  |                  |